# Soyuz MS-14
Soyuz MS-14  fue un vuelo espacial de Soyuz a la Estación Espacial Internacional. No llevaba miembros de la tripulación, ya que estaba destinado a probar el lanzamiento de una cápsula soyuz en el cohete soyuz 2.1a  para su integración tripulada. Se lanzó con éxito el 22 de agosto de 2019 a las 03:38 UTC. el primer intento de acoplamiento el sistema de acoplamiento automático fallo el receptor en la ISS del sistema Kurs y se necesitó trasladar la Soyuz MS-13 del puerto donde estaba atracada ya que podía atracar manualmente al ser pilotada y así dejar sitio a la soyuz MS-14 para que se acoplara de forma automática. Fue la primera misión del vehículo de la serie Soyuz sin tripulación en 33 años, y la primera misión sin piloto de Soyuz a la ISS.

## Descripción general
A diferencia del lanzador Soyuz-FG tradicional que se enciende en su plataforma de lanzamiento para establecer el acimut de su vuelo, Soyuz-2 realiza una maniobra de balanceo durante su vuelo para cambiar de dirección. La maniobra activaría el sistema de aborto de lanzamiento analógico diseñado para Soyuz-FG. Soyuz MS-14 probó una solución para este problema. El 14° vuelo de Soyuz MS es el 143° vuelo de una nave espacial Soyuz. Si todo va bien, las futuras misiones tripuladas utilizarán la nueva configuración a partir de Soyuz MS-16 a principios de 2020. Además de probar la integración del nuevo lanzador y el sistema de aborto, Soyuz MS-14 también está probando un sistema mejorado de navegación y control de propulsión. Los resultados de las pruebas se utilizarán en el diseño de Soyuz GVK, una nave espacial de entrega y devolución de carga sin tripulación, tentativamente programada para ser lanzada por primera vez en 2022. A diferencia de las naves espaciales Soyuz MS anteriores y futuras, Soyuz MS-14 carece de varios sistemas de apoyo para la tripulación. La nave espacial transportó carga a la Estación Espacial Internacional, entre otras cosas, un robot humanoide Fedor, que viajó en el  compartimiento habitual de la tripulación del Soyuz (que estaba disponible). El robot Fedor regresó a la Tierra el 6 de septiembre de 2019, en la cápsula de aterrizaje de Soyuz MS-14 (que nuevamente se desenroscó). Según la NASA, se entregaron 1.450 libras (660 kg) de carga a la ISS. La nave espacial entregó el telescopio Mini-EUSO a la ISS.

## Atraque

### Primer intento
Después de un vuelo libre impecable de dos días de duración y una cita con la ISS, MS-14 estaba programado para atracar con el módulo Poisk de la estación a las 05:30 UTC del 24 de agosto de 2019. Durante las fases finales En cuanto a la aproximación de la nave espacial a la ISS, su sistema de encuentro Kurs no se pudo bloquear en la estación y la nave espacial no pudo atracar. El comandante de la Expedición 60 Aleksey Ovchinin ordenó a MS-14 que abortara su atraque, después de lo cual la nave espacial retrocedió a una distancia segura de la ISS. Mientras que la mayoría de las naves espaciales rusas no tripuladas que vuelan a la ISS también cuentan con un sistema de respaldo TORU que permite a los cosmonautas tomar el control manual de la nave espacial desde la ISS, este sistema no se instaló en la MS-14. La falla se localizó en el amplificador de señal de Kurs en el módulo de acoplamiento Poisk de ISS, y los planes iniciales requerían que los cosmonautas reemplazaran este amplificador antes de un nuevo intento de acoplamiento. Posteriormente se decidió que, el 26 de agosto, la tripulación de Soyuz MS-13 reubicaría su nave espacial desde el puerto de popa en el módulo Zvezda para realizar un atraque manual en el puerto defectuoso de Poisk, liberando un puerto para que MS-14 atraque usando Kurs el 27 de agosto de 2019.

### Segundo intento
El MS-14 atracó con éxito a las 03:08 UTC del 27 de agosto de 2019.